# Salvatore Natoli (politico)
Salvatore Natoli (Gioiosa Marea, 4 novembre 1926 – Gioiosa Marea, 7 aprile 2015) è stato un politico italiano.

## Biografia
Era ingegnere. Giovanissimo, nel 1944-45 si impegna nel movimento separatista, fondando la Lega Giovanile Separatista di Messina. Aderì nel 1946 alla Concentrazione Democratica Repubblicana e quindi al Partito Repubblicano Italiano e fu eletto consigliere comunale a Gioiosa Marea e a Sant'Agata di Militello. È stato poi consigliere dell'amministrazione provinciale di Messina.  Si avvicina a Gaetano Martino e nel 1963 si candida alla Camera per il Partito Liberale Italiano, ottenendo 13.884 voti, senza essere eletto.
Nel 1967 viene eletto deputato all'Assemblea regionale siciliana, nella lista della PRI nel collegio di Messina. Verrà confermato per cinque legislature, fino al 1991.
Dal 1969 al 1971 è Assessore regionale al Turismo, comunicazioni e trasporti. Nel 1979 torna al governo, come assessore ai Lavori pubblici, fino al 1980. È stato consigliere nazionale del PRI. Dal 1981 al 1983 è ancora assessore regionale al Turismo, comunicazioni e trasporti. Dal 1985 è deputato questore. Nel 1988 entra in conflitto interno con l'allora ministro Aristide Gunnella.
Nel 1989 diviene capogruppo del suo partito all'ARS. Viene eletto presidente della Regione Siciliana la notte del 27 novembre 1989, con un voto in più di Rino Nicolosi presidente uscente, e ha accettato l'elezione ringraziando il Parlamento, dichiarando che avrebbe incontrato solo i capigruppo parlamentari e non i segretari di partito. All'alba dell'indomani però si dimette.
Nel 1991 si ricandida all'ARS ma non riesce a essere eletto. Nel 2010 ha pubblicato il saggio "La Nazione che non fu: Operazione Verità".